# Beta Comae Berenices
Beta Comae Berenices (43 Comae Berenices) é uma estrela na direção da Coma Berenices. Possui uma ascensão reta de 13h 11m 52.92s e uma declinação de +27° 52′ 33.7″. Sua magnitude aparente é igual a 4.23. Considerando sua distância de 30 anos-luz em relação à Terra, sua magnitude absoluta é igual a 4.42. Pertence à classe espectral G0V.